# 佩拉堡
佩拉堡（法語：Peyrat-le-Château，法語發音：[pɛʁa lə ʃato]）是法国新阿基坦大区上维埃纳省的一个市镇，属于利摩日区。

## 地理
佩拉堡（45°48'46"N, 1°46'22"E）面积52.96 平方千米，位于法国新阿基坦大区上维埃纳省，该省份为法国中西部省份，北起顺时针与安德尔省、克勒兹省、科雷兹省、多爾多涅省、夏朗德省和维埃纳省接壤。
与佩拉堡接壤的市镇（或旧市镇、城区）包括：圣马丹沙托、小圣阿芒、瓦西维耶尔湖畔鲁瓦耶尔、圣瑞尼安-拉布勒热尔、欧涅、滨湖博蒙、小圣于连。

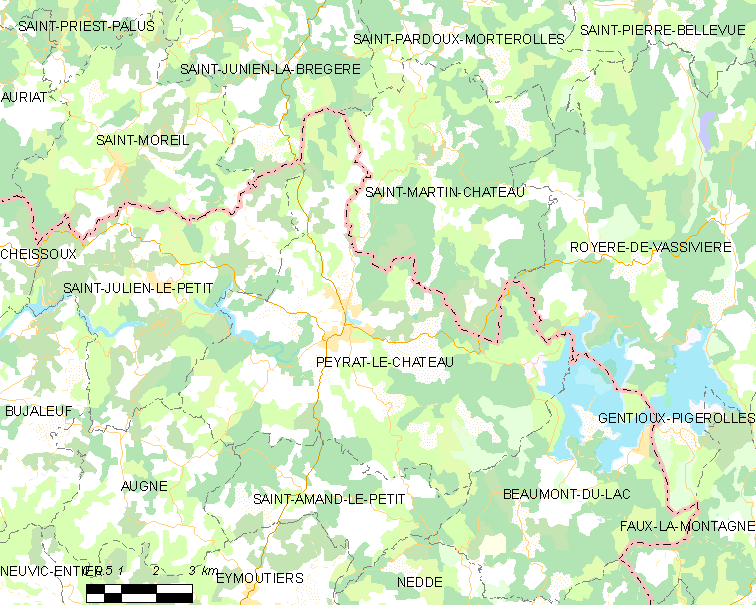
佩拉堡的OSM定位图

佩拉堡的时区为UTC+01:00、UTC+02:00（夏令时）。

## 行政
佩拉堡的邮政编码为87470，INSEE市镇编码为87117。

## 政治
佩拉堡所属的省级选区为埃穆捷县。

## 人口

1962-2008年间佩拉堡人口变化图示

佩拉堡于2022年1月1日时的人口数量为1028人。